# O Romance de Fauvel

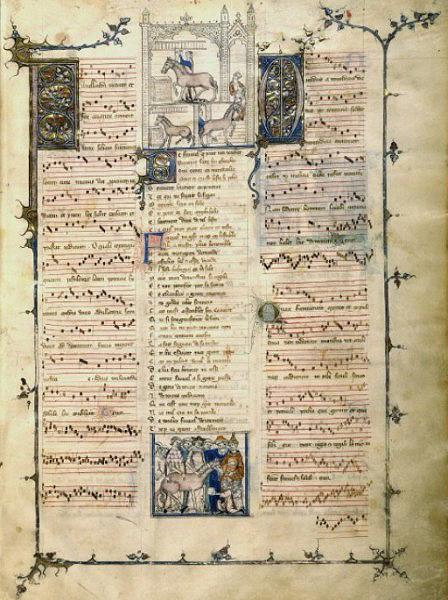
Página iluminada do Romance de Fauvel.

O Romance de Fauvel (no original, Le Roman de Fauvel) é um poema satírico e alegórico francês escrito no início do século XIV, de autoria incerta. O nome vem do seu personagem central, o cavalo Fauvel, um símbolo dos pecados capitais, constituindo uma crítica da imoralidade, da corrupção e da inversão dos valores em seu tempo. O próprio nome de Fauvel sugere os engodos e decepções que o personagem representa: fauvel era a denominação de uma cor indefinida entre cinza, marrom e bege, e uma combinação de faux (falso) e vel (pelo).
A história inicia com Fauvel insatisfeito com o seu estábulo. Ele então muda-se para o quarto principal da casa do seu dono, alterando todo o cotidiano para que servisse às suas conveniências. Outro personagem alegórico, a Fortuna, o favorece e instala como mestre da casa. Fauvel torna-se figura ilustre e recebe homenagens de autoridades civis e eclesiásticas, que vêm de longe para reverenciá-lo inteiro, desde sua cabeça tonsurada até sua cauda cheia de imundícies. Em seguida ele pretende casar-se com a Fortuna, ela declina e em troca oferece Vanglória como esposa. As bodas ocorrem tendo como convidados o Flerte, a Luxúria, o Adultério e Vênus. Então a Fortuna lhe revela que sua missão é gerar uma prole tão insensata, ambiciosa e iníqua quanto ele, que precederia o Anticristo e levaria o mundo ao seu fim. A passagem que narra sua tumultuada tentativa de consumar o casamento tornou-se particularmente famosa, descrevendo a tradição do charivari, uma festa rude com música barulhenta e dissonante, que veio a ser condenada pela Igreja.
A obra faz parte de uma tradição medieval de literatura alegórica, à qual pertence também o Romance da Rosa, de Guillaume de Lorris e Jean de Meun, e sua referência direta mais próxima é o poema Renart le Nouvel, de Jacquemart Gielée, aos quais são feitas referências explícitas no texto. Divide-se em dois volumes, o primeiro finalizado em 1310 e o segundo em 1314, tendo sobrevivido em onze manuscritos. O autor identifica-se como Gervais du Bus, notário da chancelaria real da França. Poucos anos depois outro escritor, que se identifica como Chaillou de Pestain, expandiu o texto original com seis poemas políticos de Geoffrey de Paris e numerosas outras interpolações, principalmente retiradas do Tournoiement Antechrist de Huon de Méri e do Romance do conde d'Anjou de Jean Maillart, além de acrescentar 169 poesias musicadas em estilo monofônico e polifônico, num dos manuscritos mais ricamente iluminados do período. Esta versão se tornou a mais conhecida e estudada, mas sua autoria continua controversa.
Considerado uma incisiva, complexa e imaginativa representação da cultura francesa da virada do século XIII para o século XIV, O Romance de Fauvel tem atraído a atenção de muitos estudiosos também pela alta qualidade literária, pelo uso original e expressivo das ilustrações, e por ser uma importante fonte de música medieval e um os primeiros documentos da escola da Ars Nova, contendo peças atribuídas a Philippe de Vitry, Jehannot de Lescurel e Guillaume de Machaut, entre outros.